# Cesare Maldini
Cesare Maldini (Trieste, 5 febbraio 1932 – Milano, 3 aprile 2016) è stato un calciatore e allenatore di calcio italiano, di ruolo difensore.
Padre di Paolo e nonno di Daniel, da giocatore fu una bandiera del Milan, club con il quale disputò più di 400 incontri; a lungo capitano del club milanese, indossò la fascia anche in nazionale, con cui totalizzò 14 presenze e prese parte al campionato del mondo 1962.
Da allenatore guidò sia l'Italia under 21, con la quale vinse tre campionati d'Europa consecutivi (1992, 1994, 1996), sia la nazionale maggiore, che condusse al campionato del mondo 1998; fu inoltre il vice di Enzo Bearzot in occasione del vittorioso campionato del mondo 1982.

## Biografia

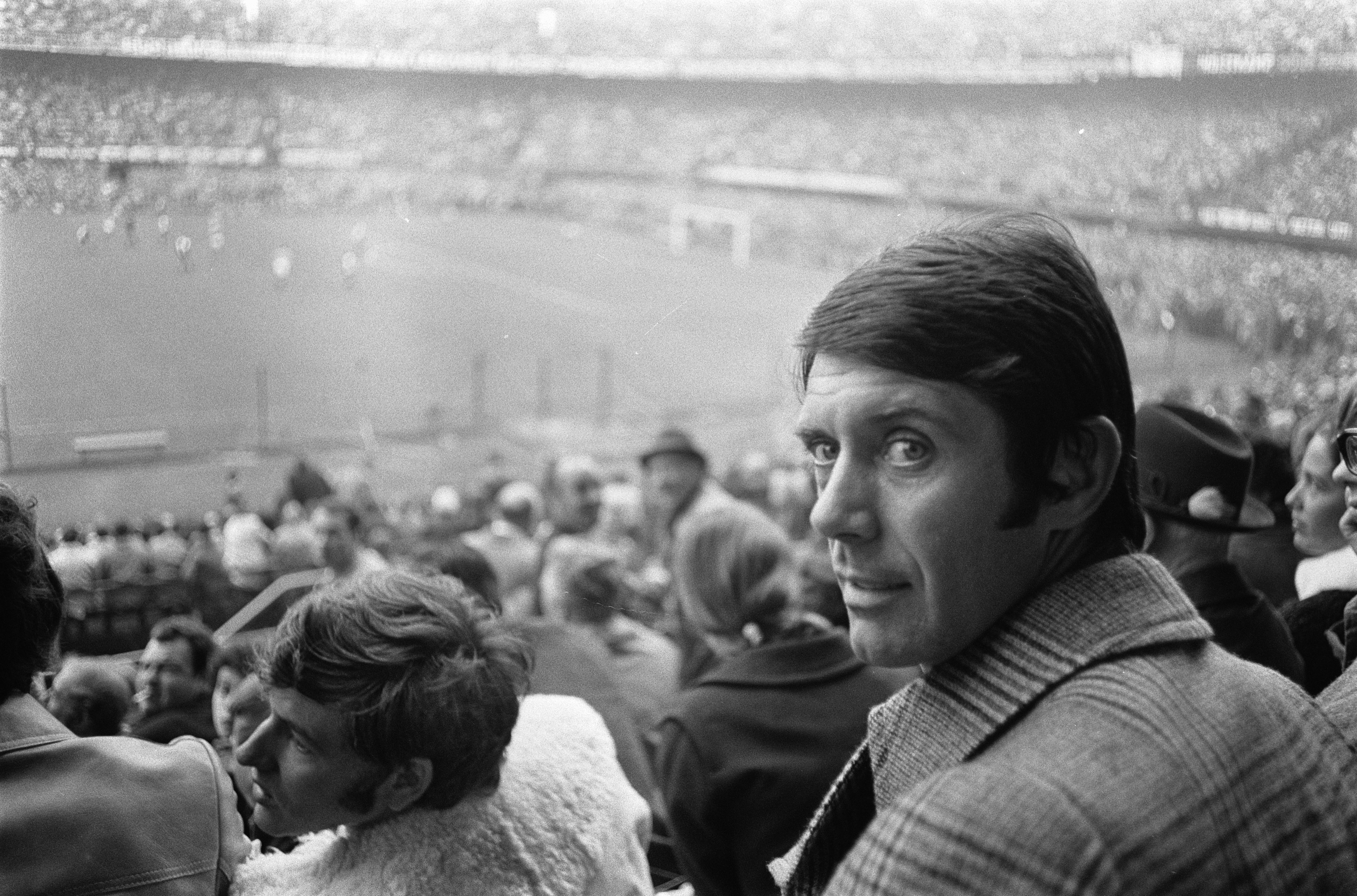
Maldini nel 1969

Nato nel rione di Servola a Trieste da genitori di origini slovene, Albino Maldini e Maria Voteb, il 26 giugno 1962 sposò Marialuisa (1935-2016); la coppia ebbe sei figli (dapprima tre femmine e poi tre maschi), tra cui Paolo, il quale seguirà con successo le orme paterne nel mondo del calcio. Sul finire degli anni '90, Maldini divenne noto alle nuove generazioni anche grazie all'imitazione che ne propose l'amico Teo Teocoli.
Morì la notte tra il 2 e il 3 aprile 2016 nella sua casa di Milano, all'età di 84 anni; il giorno stesso, in suo ricordo, venne osservato un minuto di silenzio su tutti i campi della Serie A, mentre il Milan giocò con il lutto al braccio la trasferta di Bergamo contro l'Atalanta. È sepolto nel cimitero monumentale di Milano.
Il 27 maggio seguente, un parco nei pressi dello stadio Giuseppe Meazza di Milano è stato intitolato congiuntamente alla memoria di Cesare Maldini e di Giacinto Facchetti. Nel settembre dello stesso anno, la municipalità milanese ha deciso che il suo nome venga iscritto nel Famedio del cimitero monumentale.

## Caratteristiche tecniche

### Giocatore
Protagonista di una parabola che sarebbe stata replicata anni dopo dal figlio Paolo, Cesare Maldini salì alla ribalta come terzino, impiegato indifferentemente sia sulla fascia sinistra sia su quella destra, per poi andare a ricoprire stabilmente negli anni conclusivi il ruolo di libero: «e giocar da libero mi ha allungato la carriera». Calciatore che aveva nella duttilità uno dei suoi punti di forza, ben si disimpegnò quando schierato da centromediano in un sistema di gioco metodista, o ancora come stopper, in questo caso penultimo baluardo della squadra davanti al solo portiere.
Considerato uno dei migliori difensori italiani della sua generazione, fu descritto dai giornali dell'epoca come un atleta dall'ottimo fisico, abile di testa, con un buon tocco di palla – «la sua tecnica è sopraffina, preferisce il fioretto alla clava» seppur, per sua stessa ammissione, a volte «mi scappava la randellata» – nonché abile a leggere i tempi dell'azione: «io m'inserivo, dialogavo anche stretto, non avevo paura di passare la metà campo». Personalità molto carismatica, fin dalla giovane età emerse come leader dello spogliatoio – Nereo Rocco soleva uscirsene con un «parlé col mio capitano» quando voleva chiudere una discussione –, tanto che tecnici e compagni di squadra fecero sovente affidamento a lui come allenatore in campo; fu esemplare quanto avvenne nella finale della Coppa dei Campioni 1962-1963, in cui a gara in corso si assunse la responsabilità di cambiare marcatore al fuoriclasse del Benfica, Eusébio, decisione che ribaltò le sorti della gara in favore dell'undici milanista.
Tra le sue pecche, talvolta eccedeva in sicurezza e leziosità, incappando in amnesie difensive che fecero nascere nel gergo calcistico del tempo il neologismo di maldinate.

### Allenatore
Tatticamente, allenando l'Italia, Maldini puntò sull'utilizzo della marcatura a uomo e del libero, anche se a volte provò la difesa a quattro in linea. In avanti era solito impiegare due punte tra loro complementari, affiancando a un centravanti di peso un partner tecnico e rapido; si affidava al «tridente» solo in rare occasioni.

## Carriera

### Giocatore

#### Club

##### Gli inizi, Triestina

Maldini e l'allenatore Nereo Rocco (in piedi, al centro) nella Triestina della stagione 1953-1954

Iniziò a giocare a calcio da bambino nel ricreatorio del rione di Servola. Qui, all'età di tredici anni, impressionò favorevolmente il massaggiatore della Triestina, il quale lo fece provinare presso la società alabardata, dove all'interno della stessa compì poi tutta la trafila delle formazioni giovanili, superando in quegli anni anche l'ostacolo fisico di una pleurite che rischiava di precludergli la futura carriera calcistica.
Nei primi anni 50 ebbe modo di conoscere per la prima volta Nereo Rocco, destinato a diventare una figura ricorrente della carriera e ancor più della vita di Maldini. Proprio il paròn decise in quegli anni di aggregarlo stabilmente alla prima squadra, seppur l'esordio da professionista avvenne poi agli ordini di Mario Perazzolo il 24 maggio 1953, all'età di ventuno anni, per la sfida di Serie A sul campo del Palermo (0-0). La stagione dopo divenne titolare e, nonostante la giovane età, eletto capitano della formazione giuliana, tornata dopo tre anni nelle mani di Rocco.

##### Milan e ultimi anni

Maldini (in piedi, secondo da sinistra) nell'undici milanista vincitore della Coppa Latina 1956

Messosi definitivamente in luce nell'annata 1953-1954, nell'estate seguente l'allenatore Béla Guttmann ne avallò l'acquisto da parte del Milan – «questo ragazzo è da Milan e nel Milan giocherà» –, club in cui Maldini militò per le successive dodici stagioni. Approdato in rossonero inizialmente come riserva di elementi quali Bergamaschi, Silvestri, Tognon e Zagatti, proprio approfittando di un doppio infortunio occorso a Tognon e Pedroni ebbe modo di esordire in una sfida interna all'Arena Civica contro il Venezia, rimanendo da allora stabilmente nell'undici titolare.
Impiegato dal tecnico magiaro come centromediano, in seguito alla fine degli anni '50, sotto la guida di Gipo Viani, sperimentò brevemente la difesa a zona, giocando in linea con un giovane Salvadore – con il quale ben presto emerse un dualismo al centro della difesa meneghina, dato che «i due si somigliavano parecchio, come stile e modo di giocare», e che alla fine vide il più esperto Maldini prevalere –, mentre all'inizio del decennio seguente puntellò una retroguardia che lo vide stavolta giostrare da libero tra David e Trebbi.

Maldini e Omar Sívori prima di uno Juventus-Milan del 1962

Il 1961 fu un anno importante dal punto di vista professionale e umano, in quanto da una parte ottenne la fascia di capitano del sodalizio rossonero, e dall'altra ritrovò come allenatore il suo «padre putativo», Nereo Rocco; proprio Maldini, divenuto nel frattempo una delle voci più autorevoli dello spogliatoio milanista, risultò decisivo nel convincere uno sfiduciato paròn a proseguire l'avventura meneghina dopo i difficili primi mesi, facendo così le fortune dei due triestini nonché della squadra lombarda.
Negli anni a Milano il difensore mise in bacheca quattro scudetti, una Coppa Latina e, soprattutto, la Coppa dei Campioni alzata il 22 maggio 1963 a Wembley, dopo aver battuto in finale il Benfica di Eusébio: si trattò di un successo storico, il primo dei rossoneri nonché di un club italiano, che ruppe la fin lì egemonia iberica nell'albo d'oro della manifestazione. Lasciò il Milan dopo aver disputato nelle sue file 347 partite in campionato e segnato 3 gol; nella sua ultima stagione agonistica, 1966-1967, andò a difendere i colori del Torino, ancora agli ordini di Rocco.

#### Nazionale

Maldini (secondo da sinistra) in nazionale nel 1962, assieme al CT Fabbri e ai compagni Pascutti, Orlando, Fogli e Sormani

Disputò 14 partite nella nazionale italiana, con cui esordì il 6 gennaio 1960 nella sfida di Coppa Internazionale contro la Svizzera (3-0). Prese poi parte al campionato del mondo 1962 in Cile, scendendo in campo in due occasioni. Fu inoltre capitano della rappresentativa italiana nel biennio 1962-1963, non ottenendo tuttavia risultati di rilievo in maglia azzurra, anche per via dello scadimento tecnico del calcio italiano che perdurò dal secondo dopoguerra fino ai primi anni 60.

### Allenatore

#### Gli inizi, Milan
Al termine dell'attività agonistica, inizialmente Maldini rimase in seno al Milan, lavorando dal 1967 come assistente di Nereo Rocco – il quale lo prese sotto la sua ala protettiva assieme a Gigi Radice e Giovanni Trapattoni, gli «allievi» che più vedeva come suoi eredi in panchina –, per poi intraprendere dal 1971 la carriera di allenatore. In tale anno divenne il vice del paròn in rossonero, subentrando poi l'anno dopo da tecnico in prima, affiancando Rocco, passato nel frattempo al ruolo di direttore tecnico.
Nella stagione 1972-1973 conquistò un double continentale, vincendo Coppa Italia e Coppa delle Coppe, superando in finale, rispettivamente, Juventus e Leeds Utd, ma incappò suo malgrado anche nella Fatal Verona, ovvero l'inaspettata sconfitta sul campo degli scaligeri che, all'ultimo turno, costò al Milan il possibile scudetto della stella: un passo falso rimasto nella storia del calcio italiano e che, a posteriori, finì per precludergli un prosieguo di carriera ad alti livelli sulle panchine delle squadre di club. Dopo tre annate a Milano, nella seconda metà degli anni 70 passò infatti con alterni risultati alla guida di provinciali quali Foggia, Ternana e infine Parma, squadra, quest'ultima, che Maldini riportò nel 1979 in Serie B dopo un vittorioso spareggio-promozione contro la "sua" Triestina, contribuendo inoltre in Emilia alla crescita di un giovane Carlo Ancelotti.

#### Nazionale e ultimi anni

Maldini (a sinistra) vice di Enzo Bearzot sulla panchina della nazionale nella prima metà degli anni 80; sullo sfondo, il medico sociale Leonardo Vecchiet

Intrapresa la carriera federale, nel 1980 venne scelto dal presidente della Federcalcio Federico Sordillo come allenatore in seconda del commissario tecnico dell'Italia, Enzo Bearzot, prendendo il posto del concittadino Memo Trevisan; mantenne tale incarico fino al 19 giugno 1986, partecipando in questa veste alla vittoria azzurra nel campionato del mondo 1982 in Spagna.
Per il successivo decennio assunse quindi l'incarico di CT dell'Italia under 21, con cui negli anni 90 si laureò per tre edizioni consecutive campione europeo. Nel dicembre del 1996 venne promosso alla guida della rappresentativa maggiore in vista del campionato del mondo 1998, sostituendo Arrigo Sacchi e ritrovandosi nella più unica che rara situazione di allenare una nazionale capitanata dal figlio Paolo. Rispetto alla gestione precedente, introdusse una marcatura a uomo imperniata sulla figura del libero e reintegrò giocatori su cui Sacchi aveva smesso di puntare, quali Roberto Baggio e Gianluca Pagliuca, o da tempo lontani dal giro azzurro, come Giuseppe Bergomi; fece inoltre debuttare le future stelle Gianluigi Buffon, Fabio Cannavaro, Filippo Inzaghi e Christian Vieri, tutti già parte della sua Under-21. Lasciò l'incarico nel luglio 1998, dopo l'eliminazione subìta ai quarti di finale del campionato del mondo, ai tiri di rigore, a opera della Francia padrona di casa e futura vincitrice del torneo.

Maldini (a destra) CT della nazionale nel 1997, in posa nel ritiro di Coverciano con Roberto Baggio

Il 2 febbraio 1999 assunse il ruolo di capo e coordinatore degli osservatori del Milan. Il 14 marzo 2001 andò a sedere temporaneamente sulla panchina della prima squadra rossonera come direttore tecnico, affiancando l'allenatore Mauro Tassotti in sostituzione dell'esonerato Alberto Zaccheroni: durante i soli tre mesi della loro gestione, di rilevanza fu la storica vittoria 6-0 nel derby di Milano dell'11 maggio. Il 17 giugno, alla fine di un campionato concluso al sesto posto, ritornò inizialmente al suo ruolo dirigenziale, sostituito da Fatih Terim; tuttavia il 19 giugno gli venne assegnato l'incarico di consigliere tecnico dell'allenatore turco.
Il 27 dicembre 2001 diventò commissario tecnico del Paraguay in vista del campionato del mondo 2002 in Corea del Sud e Giappone. Riuscì a qualificare la nazionale sudamericana per la fase finale della rassegna iridata, divenendo il più anziano allenatore del torneo all'età di 70 anni (record poi battuto di un anno, nel 2010, da Otto Rehhagel); si dimise il 15 giugno 2002, dopo l'eliminazione agli ottavi di finale contro i futuri finalisti della Germania.

### Dopo il ritiro
Nel 2012 ricoprì il ruolo di opinionista sportivo per BeIN Sports assieme ad Alessandro Altobelli.

## Statistiche

### Presenze e reti nei club
| Stagione         | Squadra          | Campionato       | Campionato | Campionato | Coppe nazionali | Coppe nazionali | Coppe nazionali | Coppe continentali | Coppe continentali | Coppe continentali | Altre coppe | Altre coppe | Altre coppe | Totale | Totale |
| Stagione         | Squadra          | Comp             | Pres       | Reti       | Comp            | Pres            | Reti            | Comp               | Pres               | Reti               | Comp        | Pres        | Reti        | Pres   | Reti   |
| ---------------- | ---------------- | ---------------- | ---------- | ---------- | --------------- | --------------- | --------------- | ------------------ | ------------------ | ------------------ | ----------- | ----------- | ----------- | ------ | ------ |
| 1952-1953        | Triestina        | A                | 1          | 0          | -               | -               | -               | -                  | -                  | -                  | -           | -           | -           | 1      | 0      |
| 1953-1954        | Triestina        | A                | 31         | 0          | -               | -               | -               | -                  | -                  | -                  | -           | -           | -           | 31     | 0      |
| Totale Triestina | Totale Triestina | Totale Triestina | 32         | 0          |                 | -               | -               |                    | -                  | -                  |             | -           | -           | 32     | 0      |
| 1954-1955        | Milan            | A                | 27         | 1          | -               | -               | -               | -                  | -                  | -                  | CL          | 1           | 0           | 28     | 1      |
| 1955-1956        | Milan            | A                | 22         | 0          | -               | -               | -               | CC                 | 6                  | 0                  | CL          | 2           | 0           | 30     | 0      |
| 1956-1957        | Milan            | A                | 21         | 1          | -               | -               | -               | -                  | -                  | -                  | CL          | 2           | 0           | 23     | 1      |
| 1957-1958        | Milan            | A                | 32         | 0          | CI              | 3               | 0               | CC                 | 8                  | 0                  | -           | -           | -           | 43     | 0      |
| 1958-1959        | Milan            | A                | 34         | 0          | CI              | 1               | 0               | -                  | -                  | -                  | CA          | 1           | 0           | 36     | 0      |
| 1959-1960        | Milan            | A                | 29         | 0          | CI              | -               | -               | CC                 | 4                  | 0                  | CA          | 1           | 0           | 34     | 0      |
| 1960-1961        | Milan            | A                | 30         | 0          | CI              | 2               | 0               | -                  | -                  | -                  | CA          | 2           | 0           | 34     | 0      |
| 1961-1962        | Milan            | A                | 34         | 1          | CI              | -               | -               | CdF                | 2                  | 0                  | CA          | -           | -           | 36     | 1      |
| 1962-1963        | Milan            | A                | 31         | 0          | CI              | 1               | 0               | CC                 | 9                  | 0                  | CA          | 2           | 0           | 43     | 0      |
| 1963-1964        | Milan            | A                | 22         | 0          | CI              | 1               | 0               | CC                 | 3                  | 0                  | CInt        | 3           | 0           | 29     | 0      |
| 1964-1965        | Milan            | A                | 34         | 0          | CI              | -               | -               | CdF                | 2                  | 0                  | -           | -           | -           | 36     | 0      |
| 1965-1966        | Milan            | A                | 31         | 0          | CI              | 1               | 0               | CdF                | 8                  | 0                  | -           | -           | -           | 40     | 0      |
| Totale Milan     | Totale Milan     | Totale Milan     | 347        | 3          |                 | 9               | 0               |                    | 42                 | 0                  |             | 14          | 0           | 412    | 3      |
| 1966-1967        | Torino           | A                | 33         | 0          | CI              | 3               | 0               | -                  | -                  | -                  | CdA         | 3           | 0           | 39     | 0      |
| Totale carriera  | Totale carriera  | Totale carriera  | 412        | 3          |                 | 12              | 0               |                    | 42                 | 0                  |             | 17          | 0           | 483    | 3      |

### Cronologia presenze e reti in nazionale
| Cronologia completa delle presenze e delle reti in nazionale ― Italia | Cronologia completa delle presenze e delle reti in nazionale ― Italia | Cronologia completa delle presenze e delle reti in nazionale ― Italia | Cronologia completa delle presenze e delle reti in nazionale ― Italia | Cronologia completa delle presenze e delle reti in nazionale ― Italia | Cronologia completa delle presenze e delle reti in nazionale ― Italia | Cronologia completa delle presenze e delle reti in nazionale ― Italia | Cronologia completa delle presenze e delle reti in nazionale ― Italia |
| Data                                                                  | Città                                                                 | In casa                                                               | Risultato                                                             | Ospiti                                                                | Competizione                                                          | Reti                                                                  | Note                                                                  |
| --------------------------------------------------------------------- | --------------------------------------------------------------------- | --------------------------------------------------------------------- | --------------------------------------------------------------------- | --------------------------------------------------------------------- | --------------------------------------------------------------------- | --------------------------------------------------------------------- | --------------------------------------------------------------------- |
| 6-1-1960                                                              | Napoli                                                                | Italia                                                                | 3 – 0                                                                 | Svizzera                                                              | Coppa Internazionale                                                  | -                                                                     |                                                                       |
| 25-4-1961                                                             | Bologna                                                               | Italia                                                                | 3 – 2                                                                 | Irlanda del Nord                                                      | Amichevole                                                            | -                                                                     |                                                                       |
| 15-10-1961                                                            | Tel Aviv                                                              | Israele                                                               | 2 – 4                                                                 | Italia                                                                | Qual. Mondiali 1962                                                   | -                                                                     |                                                                       |
| 4-11-1961                                                             | Torino                                                                | Italia                                                                | 6 – 0                                                                 | Israele                                                               | Qual. Mondiali 1962                                                   | -                                                                     |                                                                       |
| 5-5-1962                                                              | Firenze                                                               | Italia                                                                | 2 – 1                                                                 | Francia                                                               | Amichevole                                                            | -                                                                     |                                                                       |
| 31-5-1962                                                             | Santiago del Cile                                                     | Italia                                                                | 0 – 0                                                                 | Germania Ovest                                                        | Mondiali 1962 - 1º turno                                              | -                                                                     |                                                                       |
| 7-6-1962                                                              | Santiago del Cile                                                     | Italia                                                                | 3 – 0                                                                 | Svizzera                                                              | Mondiali 1962 - 1º turno                                              | -                                                                     |                                                                       |
| 11-11-1962                                                            | Vienna                                                                | Austria                                                               | 1 – 2                                                                 | Italia                                                                | Amichevole                                                            | -                                                                     | Cap.                                                                  |
| 2-12-1962                                                             | Bologna                                                               | Italia                                                                | 6 – 0                                                                 | Turchia                                                               | Qual. Euro 1964                                                       | -                                                                     | Cap.                                                                  |
| 27-3-1963                                                             | Istanbul                                                              | Turchia                                                               | 0 – 1                                                                 | Italia                                                                | Qual. Euro 1964                                                       | -                                                                     | Cap.                                                                  |
| 12-5-1963                                                             | Milano                                                                | Italia                                                                | 3 – 0                                                                 | Brasile                                                               | Amichevole                                                            | -                                                                     | Cap.                                                                  |
| 9-6-1963                                                              | Vienna                                                                | Austria                                                               | 0 – 1                                                                 | Italia                                                                | Amichevole                                                            | -                                                                     | Cap.                                                                  |
| 13-10-1963                                                            | Mosca                                                                 | Unione Sovietica                                                      | 2 – 0                                                                 | Italia                                                                | Qual. Euro 1964                                                       | -                                                                     | Cap.                                                                  |
| Totale                                                                |                                                                       | Presenze                                                              | 14                                                                    |                                                                       | Reti                                                                  | 0                                                                     |                                                                       |

### Statistiche da allenatore

#### Club
In grassetto le competizioni vinte.
| Stagione            | Squadra         | Campionato      | Campionato | Campionato | Campionato | Campionato | Coppe nazionali | Coppe nazionali | Coppe nazionali | Coppe nazionali | Coppe nazionali | Coppe continentali | Coppe continentali | Coppe continentali | Coppe continentali | Coppe continentali | Altre coppe | Altre coppe | Altre coppe | Altre coppe | Altre coppe | Totale | Totale | Totale | Totale | % Vittorie | Piazzamento     |
| Stagione            | Squadra         | Comp            | G          | V          | N          | P          | Comp            | G               | V               | N               | P               | Comp               | G                  | V                  | N                  | P                  | Comp        | G           | V           | N           | P           | G      | V      | N      | P      | %          | Piazzamento     |
| ------------------- | --------------- | --------------- | ---------- | ---------- | ---------- | ---------- | --------------- | --------------- | --------------- | --------------- | --------------- | ------------------ | ------------------ | ------------------ | ------------------ | ------------------ | ----------- | ----------- | ----------- | ----------- | ----------- | ------ | ------ | ------ | ------ | ---------- | --------------- |
| 1972-1973           | Milan           | A               | 30         | 18         | 8          | 4          | CI              | 7               | 5               | 1               | 1               | CdC                | 9                  | 7                  | 2                  | 0                  | -           | -           | -           | -           | -           | 46     | 30     | 11     | 5      | 65,22      | 2º              |
| 1973-apr. 1974      | Milan           | A               | 24         | 10         | 4          | 10         | CI              | 5               | 2               | 1               | 2               | CdC                | 6                  | 4                  | 2                  | 0                  | SU          | 2           | 1           | 0           | 1           | 37     | 17     | 7      | 13     | 45,95      | Eson.           |
| gen.-giu. 1975      | Foggia          | B               | 21         | 5          | 10         | 6          | CI              | -               | -               | -               | -               | -                  | -                  | -                  | -                  | -                  | -           | -           | -           | -           | -           | 21     | 5      | 10     | 6      | 23,81      | Sub. 7º         |
| 1975-feb. 1976      | Foggia          | B               | 20         | 7          | 8          | 5          | CI              | 4               | 2               | 0               | 2               | -                  | -                  | -                  | -                  | -                  | -           | -           | -           | -           | -           | 24     | 9      | 8      | 7      | 37,50      | Eson.           |
| Totale Foggia       | Totale Foggia   | Totale Foggia   | 41         | 12         | 18         | 11         |                 | 4               | 2               | 0               | 2               |                    | -                  | -                  | -                  | -                  |             | -           | -           | -           | -           | 45     | 14     | 18     | 13     | 31,11      |                 |
| dic. 1976-mar. 1977 | Ternana         | B               | 13         | 2          | 4          | 7          | CI              | -               | -               | -               | -               | -                  | -                  | -                  | -                  | -                  | -           | -           | -           | -           | -           | 13     | 2      | 4      | 7      | 15,38      | Sub., Eson.     |
| mar.-giu. 1979      | Parma           | C1              | 10+1       | 7+1        | 2          | 1          | CI-C            | -               | -               | -               | -               | -                  | -                  | -                  | -                  | -                  | -           | -           | -           | -           | -           | 11     | 8      | 2      | 1      | 72,73      | Sub. 2º (prom.) |
| 1979-mar. 1980      | Parma           | B               | 21         | 4          | 7          | 10         | CI              | 4               | 0               | 2               | 2               | -                  | -                  | -                  | -                  | -                  | -           | -           | -           | -           | -           | 25     | 4      | 9      | 12     | 16,00      | Eson.           |
| Totale Parma        | Totale Parma    | Totale Parma    | 31+1       | 11+1       | 9          | 11         |                 | 4               | 0               | 2               | 2               |                    | -                  | -                  | -                  | -                  |             | -           | -           | -           | -           | 36     | 12     | 11     | 13     | 33,33      |                 |
| mar.-giu. 2001      | Milan           | A               | 12         | 5          | 4          | 3          | CI              | -               | -               | -               | -               | UCL                | -                  | -                  | -                  | -                  | -           | -           | -           | -           | -           | 12     | 5      | 4      | 3      | 41,67      | Sub. 6º         |
| Totale Milan        | Totale Milan    | Totale Milan    | 66         | 33         | 16         | 17         |                 | 12              | 7               | 2               | 3               |                    | 15                 | 11                 | 4                  | 0                  |             | 2           | 1           | 0           | 1           | 95     | 52     | 22     | 21     | 54,74      |                 |
| Totale carriera     | Totale carriera | Totale carriera | 152        | 59         | 47         | 46         |                 | 20              | 9               | 4               | 7               |                    | 15                 | 11                 | 4                  | 0                  |             | 2           | 1           | 0           | 1           | 189    | 80     | 55     | 54     | 42,33      |                 |

#### Nazionale italiana nel dettaglio
| 1997                     | Italia        | Qual. Mondiale    | 2º nel Gruppo 2, qualificato dopo play-off | 6  | 3  | 3 | 0 | 50,00 | 7  | 0  | +7  |
| Novembre 1997 (play-off) | Italia        | Qual. Mondiale    | 2º nel Gruppo 2, qualificato dopo play-off | 2  | 1  | 1 | 0 | 50,00 | 2  | 1  | +1  |
| 1998                     | Italia        | Mondiale          | Quarti di finale                           | 5  | 3  | 2 | 0 | 60,00 | 8  | 3  | +5  |
| 1998                     | Italia        | Torneo di Francia | 4º                                         | 3  | 0  | 2 | 1 | &0,00 | 5  | 7  | -2  |
| Dal 1997 al 1998         | Italia        | Amichevoli        |                                            | 4  | 3  | 0 | 1 | 75,00 | 8  | 2  | +6  |
| Totale Italia            | Totale Italia | Totale Italia     | Totale Italia                              | 20 | 10 | 8 | 2 | 50,00 | 30 | 13 | +17 |

#### Panchine da commissario tecnico della nazionale italiana
| Cronologia completa delle presenze e delle reti in nazionale ― Italia | Cronologia completa delle presenze e delle reti in nazionale ― Italia | Cronologia completa delle presenze e delle reti in nazionale ― Italia | Cronologia completa delle presenze e delle reti in nazionale ― Italia | Cronologia completa delle presenze e delle reti in nazionale ― Italia | Cronologia completa delle presenze e delle reti in nazionale ― Italia | Cronologia completa delle presenze e delle reti in nazionale ― Italia | Cronologia completa delle presenze e delle reti in nazionale ― Italia |
| Data                                                                  | Città                                                                 | In casa                                                               | Risultato                                                             | Ospiti                                                                | Competizione                                                          | Reti                                                                  | Note                                                                  |
| --------------------------------------------------------------------- | --------------------------------------------------------------------- | --------------------------------------------------------------------- | --------------------------------------------------------------------- | --------------------------------------------------------------------- | --------------------------------------------------------------------- | --------------------------------------------------------------------- | --------------------------------------------------------------------- |
| 22-1-1997                                                             | Palermo                                                               | Italia                                                                | 2 – 0                                                                 | Irlanda del Nord                                                      | Amichevole                                                            | Alessandro Del Piero Gianfranco Zola                                  | Cap:P. Maldini                                                        |
| 12-2-1997                                                             | Londra                                                                | Inghilterra                                                           | 0 – 1                                                                 | Italia                                                                | Qual. Mondiali 1998                                                   | Gianfranco Zola                                                       | Cap:P. Maldini                                                        |
| 29-3-1997                                                             | Trieste                                                               | Italia                                                                | 3 – 0                                                                 | Moldavia                                                              | Qual. Mondiali 1998                                                   | Paolo Maldini Christian Vieri Gianfranco Zola                         | Cap:P. Maldini                                                        |
| 2-4-1997                                                              | Chorzów                                                               | Polonia                                                               | 0 – 0                                                                 | Italia                                                                | Qual. Mondiali 1998                                                   | -                                                                     | Cap:P. Maldini                                                        |
| 30-4-1997                                                             | Napoli                                                                | Italia                                                                | 3 – 0                                                                 | Polonia                                                               | Qual. Mondiali 1998                                                   | Roberto Baggio Roberto Di Matteo Paolo Maldini                        | Cap:P. Maldini                                                        |
| 4-6-1997                                                              | Nantes                                                                | Italia                                                                | 0 – 2                                                                 | Inghilterra                                                           | Torneo di Francia                                                     | -                                                                     | Cap:A. Costacurta                                                     |
| 8-6-1997                                                              | Lione                                                                 | Italia                                                                | 3 – 3                                                                 | Brasile                                                               | Torneo di Francia                                                     | 2 Alessandro Del Piero Demetrio Albertini                             | Cap:P. Maldini                                                        |
| 11-6-1997                                                             | Parigi                                                                | Italia                                                                | 2 – 2                                                                 | Francia                                                               | Torneo di Francia                                                     | Pierluigi Casiraghi Alessandro Del Piero                              | Cap:P. Maldini                                                        |
| 10-9-1997                                                             | Tbilisi                                                               | Georgia                                                               | 0 – 0                                                                 | Italia                                                                | Qual. Mondiali 1998                                                   | -                                                                     | Cap:P. Maldini                                                        |
| 11-10-1997                                                            | Roma                                                                  | Italia                                                                | 0 – 0                                                                 | Inghilterra                                                           | Qual. Mondiali 1998                                                   | -                                                                     | Cap:P. Maldini                                                        |
| 29-10-1997                                                            | Mosca                                                                 | Russia                                                                | 1 – 1                                                                 | Italia                                                                | Qual. Mondiali 1998                                                   | Christian Vieri                                                       | Cap:P. Maldini                                                        |
| 15-11-1997                                                            | Napoli                                                                | Italia                                                                | 1 – 0                                                                 | Russia                                                                | Qual. Mondiali 1998                                                   | Pierluigi Casiraghi                                                   | Cap:P. Maldini                                                        |
| 28-1-1998                                                             | Catania                                                               | Italia                                                                | 3 – 0                                                                 | Slovacchia                                                            | Amichevole                                                            | Alessandro Del Piero Roberto Di Matteo autorete                       | Cap:P. Maldini                                                        |
| 22-4-1998                                                             | Parma                                                                 | Italia                                                                | 3 – 1                                                                 | Paraguay                                                              | Amichevole                                                            | 2 Francesco Moriero Paolo Maldini                                     | Cap:P. Maldini                                                        |
| 2-6-1998                                                              | Göteborg                                                              | Svezia                                                                | 1 – 0                                                                 | Italia                                                                | Amichevole                                                            | -                                                                     | Cap:P. Maldini                                                        |
| 11-6-1998                                                             | Bordeaux                                                              | Italia                                                                | 2 – 2                                                                 | Cile                                                                  | Mondiali 1998 - 1º turno                                              | Roberto Baggio Christian Vieri                                        | Cap:P. Maldini                                                        |
| 17-6-1998                                                             | Montpellier                                                           | Italia                                                                | 3 – 0                                                                 | Camerun                                                               | Mondiali 1998 - 1º turno                                              | 2 Christian Vieri Luigi Di Biagio                                     | Cap:P. Maldini                                                        |
| 23-6-1998                                                             | Saint-Denis                                                           | Italia                                                                | 2 – 1                                                                 | Austria                                                               | Mondiali 1998 - 1º turno                                              | Roberto Baggio Christian Vieri                                        | Cap:P. Maldini                                                        |
| 27-6-1998                                                             | Marsiglia                                                             | Italia                                                                | 1 – 0                                                                 | Norvegia                                                              | Mondiali 1998 - Ottavi di finale                                      | Christian Vieri                                                       | Cap:P. Maldini                                                        |
| 3-7-1998                                                              | Parigi                                                                | Italia                                                                | 0 – 0 dts (3-4 dtr)                                                   | Francia                                                               | Mondiali 1998 - Quarti di finale                                      | -                                                                     | Cap:P. Maldini                                                        |
| Totale                                                                |                                                                       | Presenze                                                              | 20                                                                    |                                                                       | Reti                                                                  | 30                                                                    |                                                                       |

#### Nazionale paraguayana
| Squadra  | Naz                 | dal              | al             | Record | Record | Record | Record | Record | Record | Record | Record     |
| Squadra  | Naz                 | dal              | al             | G      | V      | N      | P      | GF     | GS     | DR     | % Vittorie |
| -------- | ------------------- | ---------------- | -------------- | ------ | ------ | ------ | ------ | ------ | ------ | ------ | ---------- |
| Paraguay | Paraguay (bandiera) | 27 dicembre 2001 | 15 giugno 2002 | 8      | 2      | 3      | 3      | 11     | 15     | −4     | 25,00      |

#### Panchine da commissario tecnico della nazionale paraguayana
| Cronologia completa delle presenze e delle reti in nazionale ― Paraguay | Cronologia completa delle presenze e delle reti in nazionale ― Paraguay | Cronologia completa delle presenze e delle reti in nazionale ― Paraguay | Cronologia completa delle presenze e delle reti in nazionale ― Paraguay | Cronologia completa delle presenze e delle reti in nazionale ― Paraguay | Cronologia completa delle presenze e delle reti in nazionale ― Paraguay | Cronologia completa delle presenze e delle reti in nazionale ― Paraguay | Cronologia completa delle presenze e delle reti in nazionale ― Paraguay |
| Data                                                                    | Città                                                                   | In casa                                                                 | Risultato                                                               | Ospiti                                                                  | Competizione                                                            | Reti                                                                    | Note                                                                    |
| ----------------------------------------------------------------------- | ----------------------------------------------------------------------- | ----------------------------------------------------------------------- | ----------------------------------------------------------------------- | ----------------------------------------------------------------------- | ----------------------------------------------------------------------- | ----------------------------------------------------------------------- | ----------------------------------------------------------------------- |
| 13-2-2002                                                               | Ciudad del Este                                                         | Bolivia                                                                 | 2 – 2                                                                   | Paraguay                                                                | Amichevole                                                              | -                                                                       |                                                                         |
| 26-3-2002                                                               | Londra                                                                  | Nigeria                                                                 | 1 – 1                                                                   | Paraguay                                                                | Amichevole                                                              | -                                                                       |                                                                         |
| 17-4-2002                                                               | Londra                                                                  | Inghilterra                                                             | 4 – 0                                                                   | Paraguay                                                                | Amichevole                                                              | -                                                                       |                                                                         |
| 17-5-2002                                                               | Solna                                                                   | Svezia                                                                  | 1 – 2                                                                   | Paraguay                                                                | Amichevole                                                              | -                                                                       |                                                                         |
| 2-6-2002                                                                | Pusan                                                                   | Paraguay                                                                | 2 – 2                                                                   | Sudafrica                                                               | Mondiali 2002 - Fase a gironi                                           | -                                                                       |                                                                         |
| 7-6-2002                                                                | Jeonju                                                                  | Spagna                                                                  | 3 – 1                                                                   | Paraguay                                                                | Mondiali 2002 - Fase a gironi                                           | -                                                                       |                                                                         |
| 12-6-2002                                                               | Seogwipo                                                                | Slovenia                                                                | 1 – 3                                                                   | Paraguay                                                                | Mondiali 2002 - Fase a gironi                                           | -                                                                       |                                                                         |
| 15-6-2002                                                               | Seogwipo                                                                | Germania                                                                | 1 – 0                                                                   | Paraguay                                                                | Mondiali 2002 - Ottavi di finale                                        | -                                                                       |                                                                         |
| Totale                                                                  |                                                                         | Presenze                                                                | 8                                                                       |                                                                         | Reti                                                                    |                                                                         |                                                                         |

## Palmarès

### Giocatore

#### Club

##### Competizioni nazionali
- Campionato italiano: 4

Milan: 1954-1955, 1956-1957, 1958-1959, 1961-1962

##### Competizioni internazionali
- Coppa Latina: 1

Milan: 1956
- Coppa dei Campioni: 1

Milan: 1962-1963

#### Individuale
- All Star Team dei Mondiali: 1

Cile 1962

### Allenatore

#### Club

##### Competizioni nazionali
- Coppa Italia: 1

Milan: 1972-1973

##### Competizioni internazionali
- Coppa delle Coppe: 1

Milan: 1972-1973

#### Nazionale
- Campionato d'Europa Under-21: 3

Italia: 1992, Francia 1994, Spagna 1996

#### Individuale
- Panchina d'oro alla carriera

1996
- Inserito nella Hall of Fame del calcio italiano

2016 (riconoscimento alla memoria)

### Videografia
- Federico Buffa, Storie di Campioni: Dinastia Maldini, Sky Sport, 11 aprile 2015.